# 마우스 (드라마)
《마우스》는 2021년 3월 3일부터 2021년 5월 19일까지 방영된 tvN 수목 드라마이다.

## 기획 의도
자타 공인 바른 청년이자 동네 순경인 정바름과 어린 시절 살인마에게 부모를 잃고 복수를 향해 달려온 무법 형사 고무치가 사이코패스 중 상위 1퍼센트로 불리는 가장 악랄한 프레데터와 대치 끝, 운명이 송두리째 뒤바뀌는 모습을 그려낸 본격 인간 헌터 추적극

## 제작진

### 제작사
- 하이그라운드
- 스튜디오 인빅투스

### 연출
- 최준배
  - MBC 수목 드라마 《누구세요?》(책임 프로듀서)
  - MBC 《심야병원》(공동 연출)
  - MBC 주말 드라마 《아들 녀석들》(공동 연출)
  - MBC 일일 대하드라마 《제왕의 딸 수백향》(공동 연출)
  - MBC 드라마 페스티벌 《하늘채 살인 사건》(연출)
  - MBC 일일 특별기획 드라마 《압구정 백야》(공동 연출)
  - MBC 일일 드라마 《최고의 연인》(공동 연출)
  - MBC 수목 드라마 《이리와 안아줘》(연출) 연출

### 극본
- 최란
  - KBS 1TV 《병원 24시》(공동 집필)
  - KBS 1TV 《환경 스페셜》(공동 집필)
  - KBS 1TV 《인간극장》(공동 집필)
  - KBS 1TV 《TV, 책을 말하다》(공동 집필)
  - KBS 1TV 《인물현대사》(공동 집필)
  - KBS 1TV 《신화창조》(공동 집필)
  - SBS 수목 드라마 《일지매》(집필)
  - SBS 월화 드라마 《신의 선물 - 14일》(집필)
  - OCN 토일드라마 《블랙》(집필)

## 등장 인물

### 주요인물
- 이승기 : 정바름/정재훈 역 (아역 : 김강훈, 서우진) - 무진북부경찰서 구동지구대 순경

고등학생 때 학교 폭력 가해자를 때려잡고 '시민 영웅상'까지 받은 이름값 지대로 하는 이 시대의 진정한 귀감 청년.
- 이희준 : 고무치 역 (아역 : 서동현, 송민재) - 33세. 무진북부경찰서 강력2팀

계급은 경사. 가족과 캠핑을 떠났다가 헤드헌터 살인마에게 해를 입었다. 가족 모두의 희생으로 간신히 살아남아 구출되었고, 헤드헌터 검거에 큰 공헌을 했다.
- 박주현 : 오봉이 역 (아역 : 주예림) - 할머니와 단둘이 사는 문제적 고딩!

권투부터 주짓수까지 못하는 운동이 없을 정도인 무술 도합 10단 소녀
- 경수진 : 최홍주/박현수 역 (아역 : 김수인, 박소이) - 셜록 홍주'로 불리는 시사 교양 PD

어린 시절, 모종의 이유로 헤드헌터인 한서준의 심부름을 하는 장면으로 첫 등장.

### 바름의 주변 인물
- 이서준 : 나치국 역 - 바름의 친구이자 무진구치소의 교도관

2화에서 프레데터에 의해 살해 당한 7대 죄악 연쇄 살인 사건의 네 번째 피해자.
- 우지현 : 구동구 역 - 바름의 고등학교 동창이자 동네 친구

일련의 사건을 겪고 각성, 교도관이 되어 바름의 든든한 아군이 되어준다.

### 무치의 주변 인물
- 김영재 : 고무원 역 (아역 : 조연호) - 고무치의 형

### 봉이의 주변 인물
- 김영옥 : 김갓난 역 - 봉이 할머니

과거 손녀가 막걸리 심부름을 보내다가 손녀가 끔찍한 사건을 당하고 평생 죄책감에 시달린다.

### 그 외 사람들
- 안재욱 : 한서준 역 - 천재적인 뇌신경외과 닥터, 구령병원의 간판 의사

뛰어난 언변에 매너, 탁월한 유머 감각까지 두루 갖춘 팔방 미남. 연쇄살인범 헤드헌터.
- 김정난 : 성지은 역 - 한서준의 아내
- 권화운 : 성요한 역 - 고등학생 때 정바름과 친구들이 구해준 집단 폭행 피해자
- 조재윤 : 대니얼 리 역 - 유전학 박사

어린 시절 영국에 있는 한국인 양부모에게 입양되었다. 캠브릿지 대학 교수로서, 태아의 유전자를 감식 하여 특정한 유전자를 가진 태아는 싸이코패스로 자라날 확률이 99%, 아니면 천재로 자라날 확률이 1%인 감별법을 발견하여 노벨상 후보에도 올랐다.
- 정애리 : 최영신 역 - 대통령 비서 실장
- 정은표 : 강덕수 역 - 출소를 앞둔 아동 성범죄자

12년 전 오봉이에게 가해를 한 원흉이다. 11화에서 아동성애자 및 사이코패스로 밝혀진다.
- 김하언 : 김한국 역 - 프레데터에 의해 살해 당한 7대 죄악 연쇄 살인 사건의 일곱 번째 피해자

다문화 가정 자녀로, 후원 방송에도 나와 유명하다.
- 정석용 : 우재필 역 - 과거 박두석의 동료 형사

지금은 변호사인 아들이 봉사 활동하고 있는 독거 중인 여성들을 골라 살해하고 있다.
- 송재희 : 우형철 역 - 우재필의 아들

변호사로 가출 청소년과 가난한 사람들을 무료 변호 및 상담해주고 봉사 활동도 많이 하는 성실하고 존경 받는 인물.
- 강말금 : 정바름의 이모 역 - 전직 과기부 산하 재무3팀 OZ요원
- 박정언 : 판사 역
- 하영 : 송수정 역 - 헤드헌터 연쇄살인사건의 피해자 중 하나

어린 최홍주를 미끼 삼아 송수정을 유인해 납치한 후, 뇌수술 실험에 이용 당한 뒤 바다에 시신이 유기 되었다. 남동생 송수호에게 권투 글러브를 선물하려 했지만 그전에 사망했고, 글러브는 최홍주가 전달해준다.
- 이채현 : 훈석 역 - 정바름 이모의 아들
- 천정하 : 나치국의 엄마 역
- 미상 : 이재식 역 - 수성 연쇄 살인 사건의 진범
- 미상 : 김병태 역 - 1999년 황민지 어린이 살해사건의 용의자
- 손우현 : 김준성 역 - 성요한의 친구

성요한의 지시에 따라 김갓난이 방문한 사실을 숨기거나 조력하고 있었다.
- 송부건 (청년 역 : 백재우) : 송수호 역 - 과거 헤드헌터 사건 피해자인 송수정의 동생

복싱장의 관장이었지만 끔찍하게 살해된 채 발견된다.
- 미상 (아역 : 안서연) : 재희(미카엘라) 역 - 재훈의 여동생
- 미상 : 조미정 역 - 프레데터에 의해 살해 당한 7대 죄악 연쇄살인사건의 다섯 번째 피해자
- 미상 : 정바름의 주치의 역
- 이언정 : 김희정 역 - 재훈의 어머니(양모)
- 권예은 : 유나 역
- 미상 : 신성민 역
- 전은미 : 조문객 역

### 경찰서 사람들
- 안내상 : 박두석 역 - 헤드 헌터에 의해 두 자녀를 잃고 정신이 나가버린 아내를 돌보는 형사

동료 고무치가 사고를 치더라도 감싸주려고 애를 쓰는 모습을 종종 보여준다. 최홍주의 친 아버지
- 현봉식 : 복호남 역 - 무진북부경찰서 강력2팀장. 두석의 후배

1995년에는 ‘헤드 헌터 연쇄 살인 사건’이 신입 시절 첫 사건이었다. 두석의 아픔과 고통을 누구보다 잘 알고, 옆에서 위로하는 인물
- 윤서현 : 강기혁 역 - 무진북부경찰서 강력2팀

늦깎이 경찰. 무치와는 입사 동기로, 무치 보다 형이다.
- 표지훈: 신상 역 - 무진북부경찰서 강력2팀

귀하디 귀한 늦둥이 외동아들. 사이코패스 유전자 보유 태아 원천 제거 법안을 반대한 여당 소속 국회의장 신성민의 아들
- 김민수 : 이민수 역 - 무진북부경찰서 강력2팀 형사

### 그 외 인물
- 이왕수 : 야동이 역
- 김미혜 : 바름 담임선생님 역

### 특별출연
- 김결
- 서정연 : 무치, 무원의 엄마 역
- 정강희 : 무치의 아버지 역
- 김성경 : 시사 토론 사회자 역
- 고우리 : 제니퍼 역 - 대니얼 리의 여동생. 과거 한서준의 여자친구이자 피해자
- 이승형 : 변호사 역 - 최영신의 변호사
- 표창원 - 프로파일러 역
- 김요한: 뇌수술 환자 역 -20회 말미 쿠키 영상에 등장.

## OST

### Part.1
| #  | 제목       | 재생 시간 |
| -- | ---------- | --------- |
| 1. | 〈괜찮아〉 |           |

### Part.2
| #  | 제목                     | 재생 시간 |
| -- | ------------------------ | --------- |
| 1. | 〈투 레이트 (Too Late)〉 |           |

### Part.3
| # | 제목 | 재생 시간 |
| - | ---- | --------- |

### Part.4
| # | 제목 | 재생 시간 |
| - | ---- | --------- |

## 시청률
아래의 파란색 숫자는 '최저 시청률'이고, 빨간색 숫자는 '최고 시청률'입니다. 시청률조사회사와 지역별로 시청률에 차이가 있을 수 있습니다.
평균 시청률은 1회부터 20회까지 정규 편성된 회차를 의미합니다.
| 2021년      | 2021년      | 2021년         | 2021년       |
| 회차        | 방송일      | AGB 시청률     | AGB 시청률   |
| 회차        | 방송일      | 대한민국(전국) | 서울(수도권) |
| ----------- | ----------- | -------------- | ------------ |
| 제1회       | 3월 3일     | 4.948%         | 5.370%       |
| 제2회       | 3월 4일     | 4.044%         | 4.886%       |
| 제3회       | 3월 10일    | 5.985%         | 6.461%       |
| 제4회       | 3월 11일    | 6.202%         | 7.160%       |
| 제5회       | 3월 17일    | 5.796%         | 6.929%       |
| 제6회       | 3월 18일    | 6.672%         | 7.530%       |
| 제7회       | 3월 24일    | 5.502%         | 6.324%       |
| 제8회       | 3월 25일    | 6.414%         | 7.362%       |
| 제9회       | 3월 31일    | 5.563%         | 5.908%       |
| 제10회      | 4월 1일     | 5.604%         | 6.233%       |
| 제11회      | 4월 8일     | 5.394%         | 5.673%       |
| 제12회      | 4월 14일    | 5.163%         | 5.871%       |
| 제13회      | 4월 15일    | 5.374%         | 5.725%       |
| 제14회      | 4월 21일    | 4.964%         | 5.528%       |
| 제15회      | 4월 22일    | 4.901%         | 5.040%       |
| 제16회      | 5월 5일     | 5.003%         | 5.617%       |
| 제17회      | 5월 6일     | 5.392%         | 6.036%       |
| 제18회      | 5월 12일    | 5.479%         | 5.933%       |
| 제19회      | 5월 13일    | 5.603%         | 6.060%       |
| 제20회      | 5월 19일    | 6.246%         | 6.902%       |
| 평균 시청률 | 평균 시청률 | 5.512%         | 6.127%       |

## 같이 보기
- 대한민국의 텔레비전 드라마 목록 (ㅁ)
- 2021년 대한민국의 텔레비전 드라마 목록

## 참고사항
- 드라마 《마우스》의 1회 ~ 2회 방송분은 서브남자주인공인 이희준의 부모님이 가장 잔인하게 살해당하고 시체들이 여과 없이 노출되며, 시청자가 보기엔 잔인성이 많다는 이유로, 청소년 보호법상, 19세 이상 시청가로 방송되었다.
- 넷플릭스 오리지널 드라마 《인간수업》, KBS 2TV 월화 드라마 《좀비탐정》에 이어서 배우 박주현이 세 번째로 주연으로 출연하게 된 작품의 계기가 되었다.
- 박주현, 권화운은 KBS 2TV 월화 드라마 《좀비탐정》에 이어서 두 번째로 호흡을 맞추게 된 계기가 되었다.
- 이승기, 조재윤은 MBC 월화 드라마 《구가의 서》에 이어서 두 번째로 호흡을 맞추게 된 계기가 되었다.
- 강말금은 수목드라마에 2번 연달아 출연 한다
- 극중 한서준 역을 맡았던 안재욱은 아이가 다섯이후 5년만에 복귀하는 작품이기도 하다.